# Onthophagus bellus
Onthophagus bellus là một loài bọ cánh cứng trong họ Bọ hung (Scarabaeidae).